# Jerzy Kalibabka
Jerzy Julian Kalibabka ps. „Tulipan” (ur. 29 marca 1956 w Kamieniu Pomorskim, zm. 13 marca 2019 w Dziwnowie) – polski rybak i przestępca-uwodziciel, którego losy stały się motywem serialu Tulipan (1986).

## Życiorys

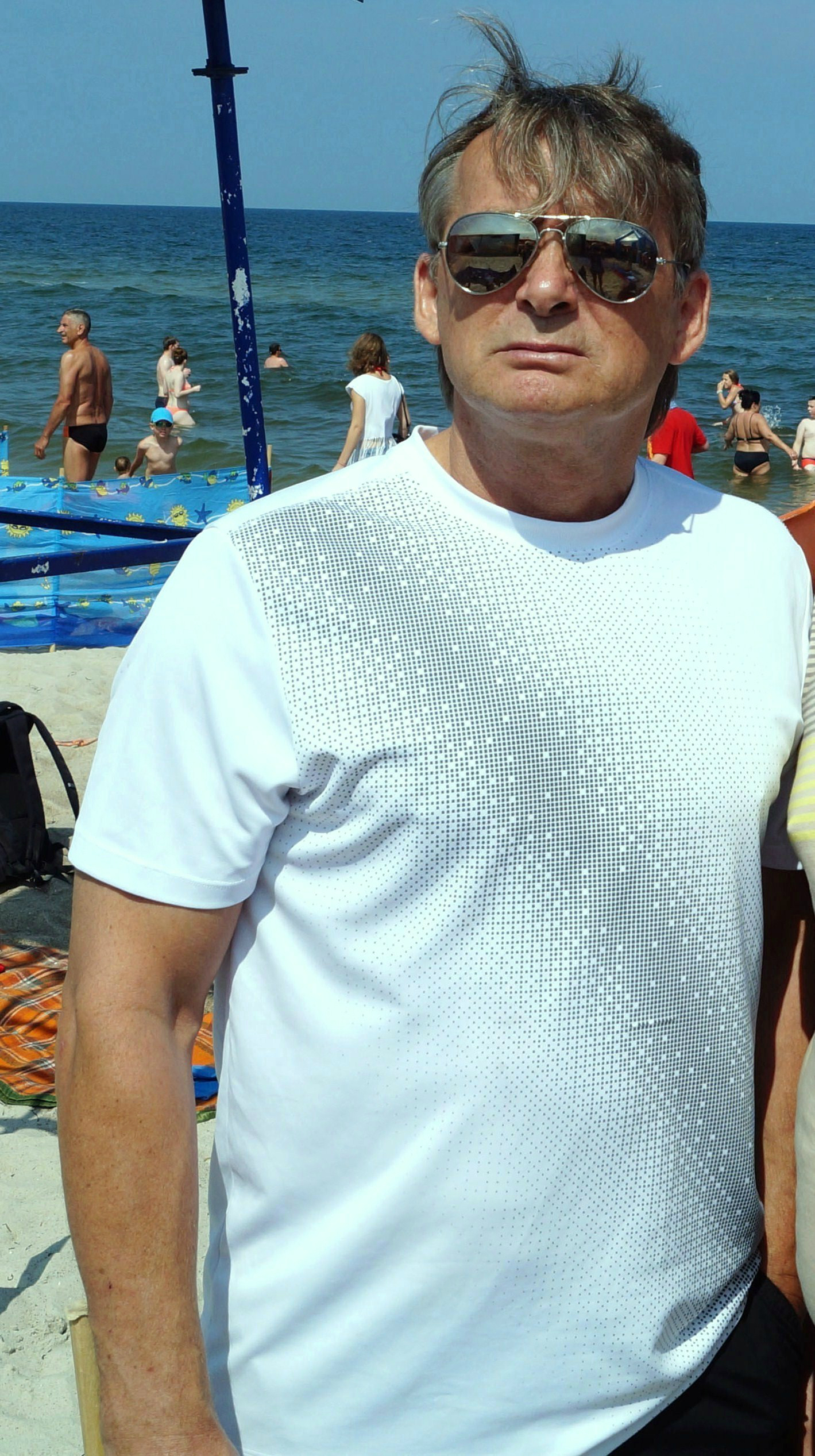
Jerzy Kalibabka (2016)

Wychowywał się w nadmorskim Dziwnowie. Syn Floriana (1932–1972), rybaka i funkcjonariusza ORMO. Rodzina Kalibabki posiadała niewielką przystań i kuter. Przyszły „Tulipan” od najmłodszych lat pracował na morzu. Zdjęcie kilkuletniego Kalibabki ukazało się w jednym z numerów Kuriera Szczecińskiego, wraz z opisem: „Jerzy Kalibabka, najmłodszy rybak Pomorza Zachodniego”. W 1972, po śmierci ojca, utrzymywał rodzinę (z powodu pracy zakończył edukację na szkole podstawowej). Mierzył 175 cm wzrostu.
W sierpniu 1977 opuścił rodzinną miejscowość i udał się do sąsiednich Międzyzdrojów. Wydarzenie poprzedziło zatonięcie kutra i spór z matką. W Międzyzdrojach i Świnoujściu dopuścił się pierwszych oszustw i kradzieży. Jego celem stały się starsze od niego kobiety i turystki z Niemiec. Następnie trafił do Szczecina, gdzie usiłował zostać sutenerem. Próba wejścia w tę przestępczą działalność zakończyła się dla niego po tym, gdy został pobity przez konkurencję w „Kaskadzie”. Wrócił do Dziwnowa, który ponownie opuścił po kolejnych kłótniach z matką. Kolejny etap podróży rozpoczął się dla niego znowu w Szczecinie. Tam zrewanżował się konkurencji dotkliwym pobiciem jednego z przestępców. W sezonie zimowym wraz z poznanymi w Szczecinie prostytutkami wyjechał do Karpacza, a następnie do Warszawy. Nie potrafiący się odnaleźć w sutenerskiej działalności Kalibabka szybko powrócił na Pomorze Zachodnie. W Szczecinie parał się tzw. cinkciarstwem (nielegalnym handlem walutą), z którego zrezygnował po chorobie i pobycie w szpitalu. Już wtedy posługiwał się kradzionymi dokumentami.
Od lata 1978 (początkowo wraz z pochodzącym z Dziwnowa wspólnikiem) uwodził i okradał kobiety wypoczywające w nadmorskich i górskich kurortach w sezonach turystycznych. Pieniądze zdobyte kradzieżami, oszustwami i wyłudzeniami pozwoliły prowadzić mu wystawne życie. Ofiarami jego podbojów były głównie zamożne kobiety pochodzące z dobrych domów. Okradał również właścicieli kwater czy domów, w których się zatrzymywał. W Zielonej Górze poznał pracującą w zakładzie jubilerskim dziewczynę, która nauczyła go rozpoznawać biżuterię. Od tej pory przedstawiał się jako złotnik. W kradzieżach i wyłudzeniach pomagały mu niekiedy kochanki. Za licznie popełniane przestępstwa był wielokrotnie zatrzymywany przez Milicję Obywatelską (przed którą równie często uciekał). Wydano za nim list gończy. Został aresztowany w 1980 i osadzony w areszcie w Kamieniu Pomorskim. Wkrótce po aresztowaniu zbiegł funkcjonariuszom po badaniach rentgenowskich w miejscowej przychodni lekarskiej. Kontynuował działalność, posługując się przy tym kilkoma fikcyjnymi nazwiskami. Poruszał się pociągami ekspresowymi i taksówkami, ubierał w ekskluzywnych Pewexach.
Wiosną 1982 razem z kochanką przeniósł się na Podhale. Przestępczą, prawie pięcioletnią karierę Kalibabki przerwała milicja, zatrzymując go 15 kwietnia 1982. Doszło do tego po tym, gdy miejscowy funkcjonariusz rozpoznał go jedzącego śniadanie w restauracji w Szczawnicy, co miało miejsce po dokonanej kradzieży w Rabce, w której zrabowano przedmioty warte ponad 1 mln złotych. W akcie oskarżenia sporządzonym przez Prokuraturę Wojewódzką w Nowym Sączu i skierowanym 31 marca 1983 do Sądu Rejonowego w Nowym Targu przedstawiono 160 czynów przestępnych za okres 1977–1982, a prócz Kalibabki oskarżone były trzy inne osoby. W aktach sprawy wskazano, że w pięcioletniej działalności używał 20 fałszywych nazwisk. Sąd w Nowym Sączu postawił mu zarzuty popełnienia 103 przestępstw na terenie całej Polski. Na liście znalazły się głównie kradzieże (biżuterii, sprzętu elektronicznego i kożuchów), ale również włamania, rozboje, oszustwa, wyłudzenia, uwodzenie nieletnich, pobicia i gwałty. Aresztowany Kalibabka w 1982 udzielił wywiadu telewizyjnego. Wartość skradzionych przez niego przedmiotów sąd oszacował na blisko 15 mln złotych, a lista ofiar przestępcy obejmowała ponad 200 nazwisk. Kalibabka przyznał się do większości zarzucanych mu przestępstw, z wyjątkiem gwałtów, którym stanowczo zaprzeczał. 8 marca 1984 został skazany na karę łączną 15 lat pozbawienia wolności i blisko milion złotych grzywny. Wyrok odbywał w zakładzie karnym w Barczewie (w obecnym województwie warmińsko-mazurskim). W 1986 został konsultantem przy produkcji serialu telewizyjnego Tulipan. Fabuła serialu stanowiła luźną adaptację wydarzeń z przestępczej działalności Kalibabki. Honorarium umożliwiło mu spłatę grzywny.

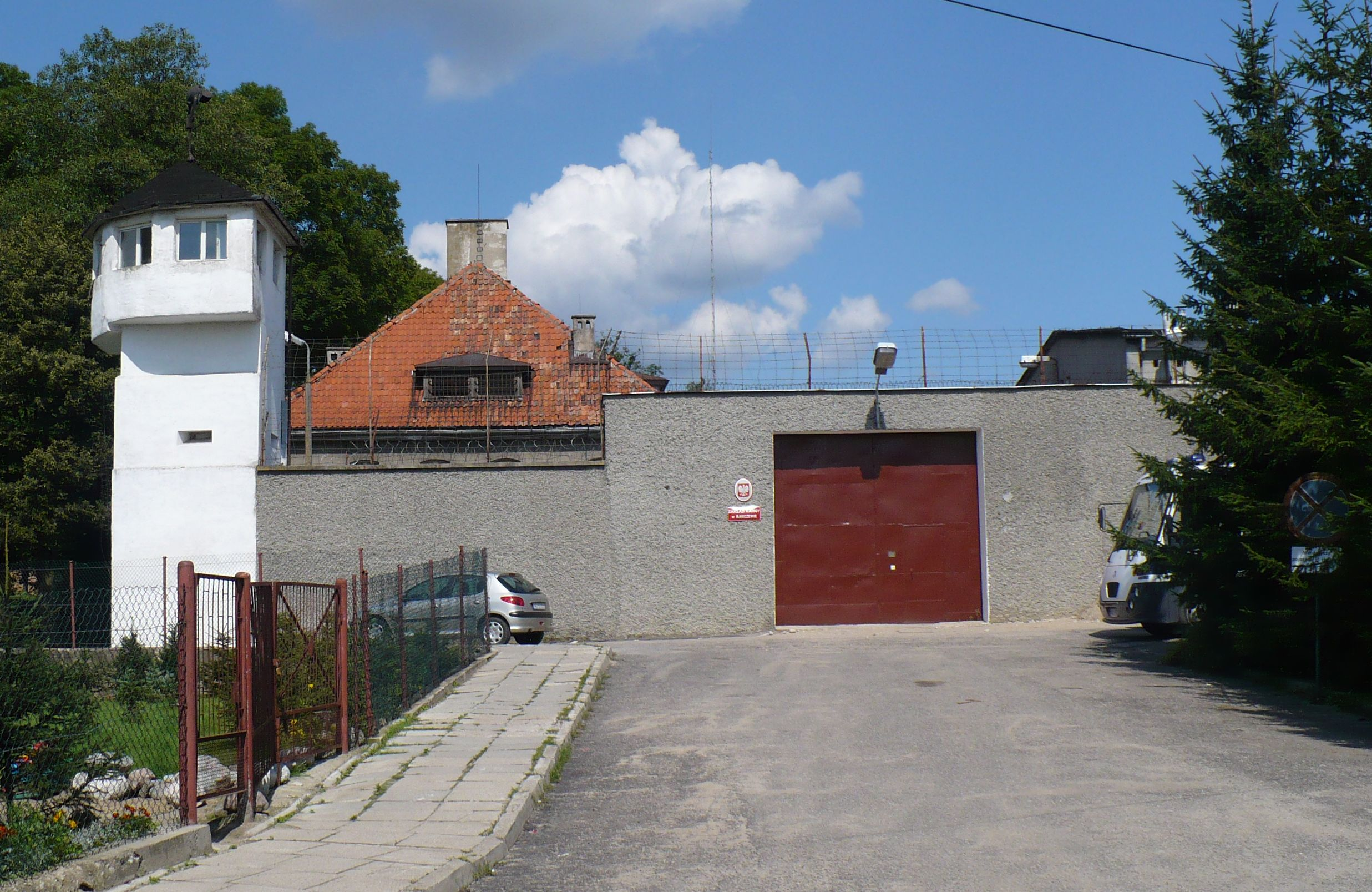
Zakład Karny Barczewo

Po odbyciu 9 lat i 8 miesięcy kary został zwolniony na skutek amnestii. Powrócił do rodzinnego Dziwnowa, gdzie założył kawiarnię. Związał się przy tym z nastoletnią dziewczyną, której rodzice zgłosili prokuraturze domniemane przetrzymywanie dziewczyny. Po tym wydarzeniu przez kilka lat mieszkał w Gorzowie Wielkopolskim. Po kilku latach wraz z partnerką powrócił do Dziwnowa, gdzie założył rodzinę i utrzymywał się z prowadzenia sklepu warzywnego. Był gościem w talk-show „Rozmowy w toku” w 2003.
Zmarł 13 marca 2019; sekcja zwłok wykazała, że zgon nastąpił z przyczyn naturalnych. 23 marca 2019 został pochowany w rodzinnym Dziwnowie.

## Semantyka
Określenia „Kalibabka” i „Tulipan” utożsamiane są od tamtego okresu z synonimem uwodziciela i w prasie używane przy okazji kolejnych tego typu przestępstw.